# Critérium de La Rioja
El Critérium de La Rioja fue una prueba de rally que se disputó anualmente en la La Rioja organizada por el Automóvil Club de Rioja y fue puntuable para el Campeonato de España de Rally en doce ediciones. Era una prueba dura que se disputaba generalmente en el mes de junio o julio y casi siempre sobre tramos de asfalto, aunque algunos años incluyó algunos sobre tierra. A lo largo de su historia participaron en el mismo pilotos de renombre como Jorge de Bagration, Genito Ortiz, Beny Fernández, Marc Etchebers, Antonio Zanini entre otros.
A pesar de llevar el apelativo critérium la prueba no se realizó con este formato en todas sus ediciones, que consiste en dar un mínimo de dos vueltas a un mismo recorrido, sino como un rally convencional.

## Historia
El Automóvil Club de Rioja nació en 1968 de la mano de Félix Verger, a la que pronto se sumaron otros nombres como Jaime Pina, Julio Antonio Rocafort, Luis María Salas o José Luis Pancorbo. Ese mismo año organizaron diferentes pruebas como una yincana en el centro de Logroño y posteriormente pruebas como las subidas en cuesta a Arnedo y Clavijo o el rally del Pez, el rally San Mateo y el rally Rioja Alta y Baja. En 1971 deciden realizar una sola prueba en lugar de tres y nace así el Critérium Rioja que contó con el apoyo económico de Bodegas Franco-Españolas. Se disputó en el mes de junio y fue puntuable para el campeonato de España con coeficiente 3. Aunque no contó con muchos participantes por la cercanía en el tiempo con el Rally de Ourense sí contó por ejemplo con la Escudería Repsol que alineaba para esta prueba sendos Porsche 911 S para Eladio Doncel y Alberto Ruiz-Giménez. El recorrido constaba de 655 km de los que 221 eran contra el crono y repartidos en veinticuatro tramos. El trazado era duro, con asfalto en mal estado que transcurría por carreteras estrechas y subidas con horquillas muy lentas. A todo esto se le sumó la lluvia que hizo acto de presencia hacia el final. El ganador fue Alberto Ruiz Giménez que sumaba su cuarta victoria de la temporada en el nacional.
La tercera edición contó con un itinerario de 780 km con un total de veintiocho tramos, dos de ellos sobre tierra, repartidos en 260 km. Los premios en metálico bajaron su cuantía debido al recorte de las subvenciones que sufrió la organización. Esto produjo que el número inscritos se redujera a sesenta, de los que veinticinco no se presentaron a la prueba por lo que finalmente solo tomaron la salida treinta y cinco equipos. Los más destacados y candidatos a la victoria eran los pilotos de SEAT Salvador Cañellas, Jorge Bäbler y Antonio Zanini. A pesar de haber sufrido un accidente considerable días antes durante unos reconocimientos, Bäbler se tomó la carrera con calma y se adjudicó la victoria con su SEAT 124-1800 por delante de su compañero Zanini y Alberto Franquet que completó el podio con un SEAT 1430. Al año siguiente Julio Gargallo bajo el alias «Roter Fogel» fue el ganador de la cuarta edición. Lo hizo a bordo de un Porsche 911 Carrera RSR 3.0 con Ignacio Lewin como acompañante. Juan Carlos Pradera con SEAT 1430 y Estanislao Reverter con BMW 2002 completaron el podio.
La quinta edición no fue puntuable para el campeonato de España y el ganador fue Jorge de Bagration que sumaría la primera de sus cinco victorias a los mandos de su Lancia Stratos en la prueba riojana. Aparte del ganador la lista de inscritos contaba con nombres como Ignacio Sunsundegui, Miguel Larrañaga, Eduardo Villar, Evaristo Sarabia, entre otros. El recorrido que alcanzaba los 644 km contaba con veinticuatro especiales.
En 1976 la prueba regresa al calendario nacional inscribiéndose en la misma noventa y un equipos, aunque destacan las ausencias de los oficiales SEAT y Citroën. Entre los más destacados se encontraban Jorge de Bagration, Marc Etchebers, Juan Carlos Pradera, Fernando Lezama o Ignacio Sunsundegui, además de varios participantes franceses. El recorrido superaba los 660 km de los que 193 eran contra el crono con un total de veintitrés tramos. Pradera a los mandos de un Renault Alpine 1800 se adjudicaría el triunfo.
Al año siguiente se programó el rally dividido en dos etapas totalmente sobre asfalto y con varios tramos en bucle. Contó de nuevo con la ausencia del piloto de SEAT, Antonio Zanini así como de Beny Fernández y Bagration, máximos aspirantes al título ese año. Como favoritos a la victoria en Rioja estaban Etchebers, Pradera, Lezama y Sunsundegui. La carrera se desarrolló con muchos incidentes. La lluvia en los tramos obligó a algunos equipos a retirarse ya que no contaban con los neumáticos adecuados. Tres tramos se anularon: uno por un accidente de unos espectadores y las dos pasadas por Puerta de Herrera tras una reclamación de Ricardo Muñoz, ya que la salida y meta se efectuaban 700 metros antes de lo previsto. A esto se le sumaron errores en el cronometraje que retrasaron la publicación de la clasificación final. Lezama se impuso en los primeros compases pero acabó abandonando por avería mecánica en su Ford Escort. Etchebers aprovechó esto para ponerse en cabeza y la lucha luego se centraría entre Sunsundegui y Sarabia por el segundo puesto. Con problemas en el cambio de su SEAT 1430, Sarabia acabó cediendo la posición a favor de Sunsundegui que terminó por delante por tan solo un segundo de ventaja.
En 1985 la prueba tuvo que ser aplazada del mes de agosto a noviembre por baja inscripción y por problemas con Icona. Tras una prueba bastante accidentada el ganador fue Rubén García a bordo de un Opel Corsa RS tras, segundo Capi Saiz también con un Corsa y tercero De León con un Renault 5 Turbo.
En 1993 la prueba se celebró con críticas por parte de algunos medios.
Desde 2008 se celebra el Critérium Rioja de Vehículos Históricos.

## Palmarés
| Año  | Edición                    | Piloto                       | Copiloto                | Automóvil               | Series |
| ---- | -------------------------- | ---------------------------- | ----------------------- | ----------------------- | ------ |
| 1971 | 1.º Critérium de La Rioja  | Alberto Ruiz-Giménez         | Javier Bueno            | Porsche 911 S           | España |
| 1972 | 2.º Critérium de La Rioja  | Eladio Doncel                | Antonio G. Mantecón     | Porsche 911 S           | España |
| 1973 | 3.º Critérium de La Rioja  | Jorge Bäbler                 | Ricardo Antolín         | SEAT 124-1800           | España |
| 1974 | 4.º Critérium de La Rioja  | Julio Gargallo «Roter Fogel» | Ignacio Lewin           | Porsche Carrera RS      | España |
| 1975 | 5.º Critérium de La Rioja  | Jorge de Bagration           | Ignacio Lewin           | Lancia Stratos HF       |        |
| 1976 | 6.º Critérium de La Rioja  | Juan Carlos Pradera          | José Mª Bascaran        | Renault Alpine 1800     | España |
| 1977 | 7.º Critérium de La Rioja  | Marc Etchebers               | M.ª Christine Etchebers | Porsche Carrera RS      | España |
| 1978 | 8.º Critérium de La Rioja  | Jorge de Bagration           | Nuria Llopis            | Lancia Stratos HF       | España |
| 1979 | 9.º Critérium de La Rioja  | Jorge de Bagration           | Nuria Llopis            | Lancia Stratos          | España |
| 1980 | 10.º Critérium de La Rioja | Jorge de Bagration           | Juan José Petisco       | Lancia Stratos HF       | España |
| 1981 | 11.º Critérium de La Rioja | Beny Fernández               | José Luis Sala          | Porsche 911 SC          | España |
| 1982 | 12.º Critérium de La Rioja | Beny Fernández               | José Luis Sala          | Porsche 911 SC          | España |
| 1983 | 13.º Critérium de La Rioja | Genito Ortiz                 | Ramón Mínguez           | Renault 5 Turbo         | España |
| 1984 | 14.º Critérium de La Rioja | Bandera de ?                 | Bandera de ?            |                         |        |
| 1985 | 15.º Critérium de La Rioja | Rubén García                 | Félix Somovilla         | Opel Corsa SR           |        |
| 1986 | 16.º Critérium de La Rioja | Rubén García                 | Bandera de ?            | Renault 5 GT Turbo      |        |
| 1993 | 17.º Critérium de La Rioja | Fernando Brizuela            | Francisco López         | Ford Sierra RS Cosworth |        |
| 1994 | 18.º Critérium de La Rioja | Santiago Artetxe             | Jon Urrutikoetxea       | Ford Escort RS Cosworth |        |